# Cyprien Dorris
Cyprien Dorris est un cultivateur et homme politique québécois, né le 11 septembre 1860 à Saint-Michel, en Montérégie et mort le 21 septembre 1918 dans la même municipalité.

## Biographie
Cultivateur et marchand de foin, Dorris a d'abord été élu conseiller municipal (1882) puis maire (1893-1905) de Saint-Michel. En 1897, il est élu député à l' Assemblée législative du Québec  pour le Parti libéral dans le district électoral de Napierville. Il conserve son siège jusqu'à sa mort, à l'exception de la période 1904-1905.